# Peter-und-Paul-Kirche (Völlen)

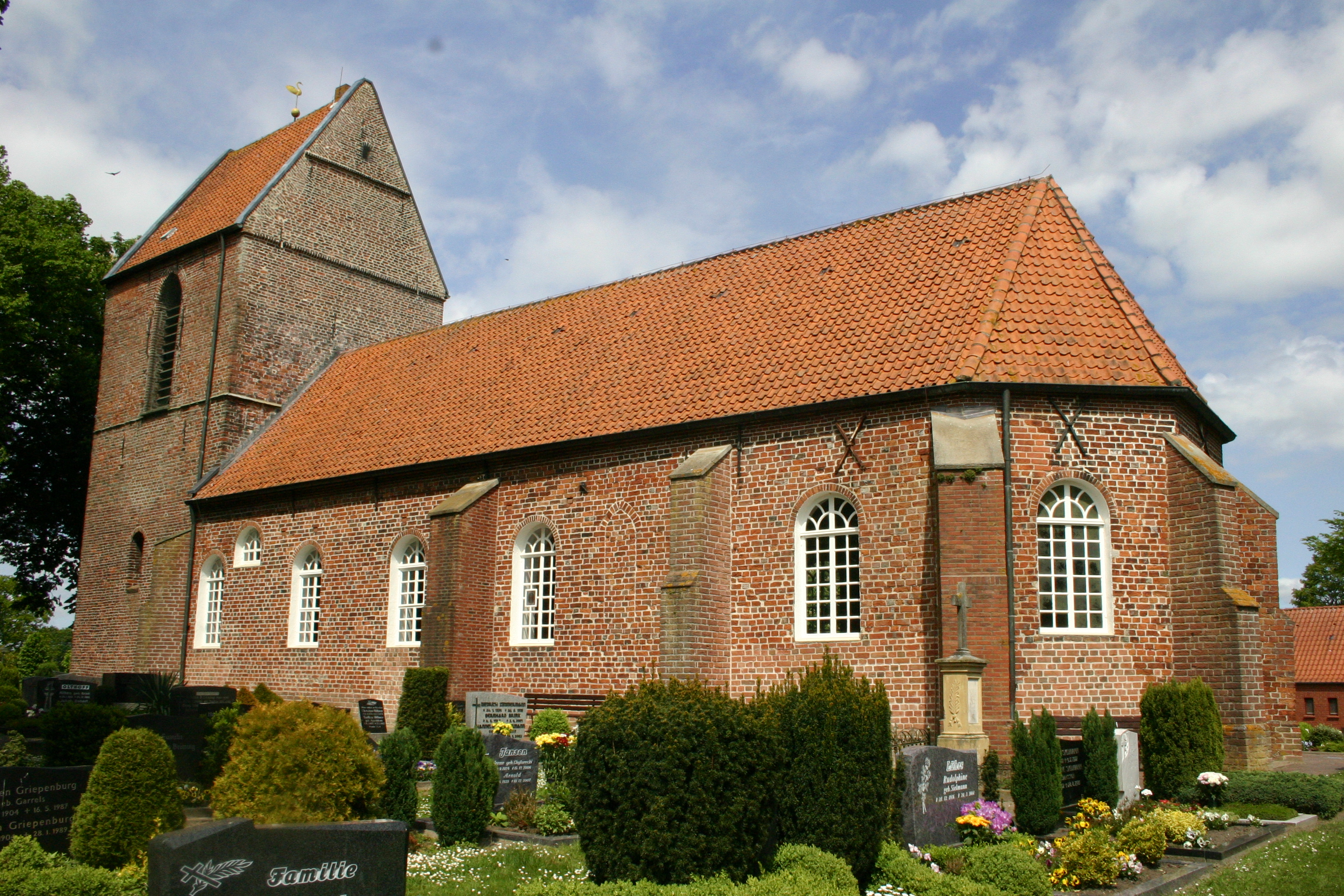
Kirche in Völlen

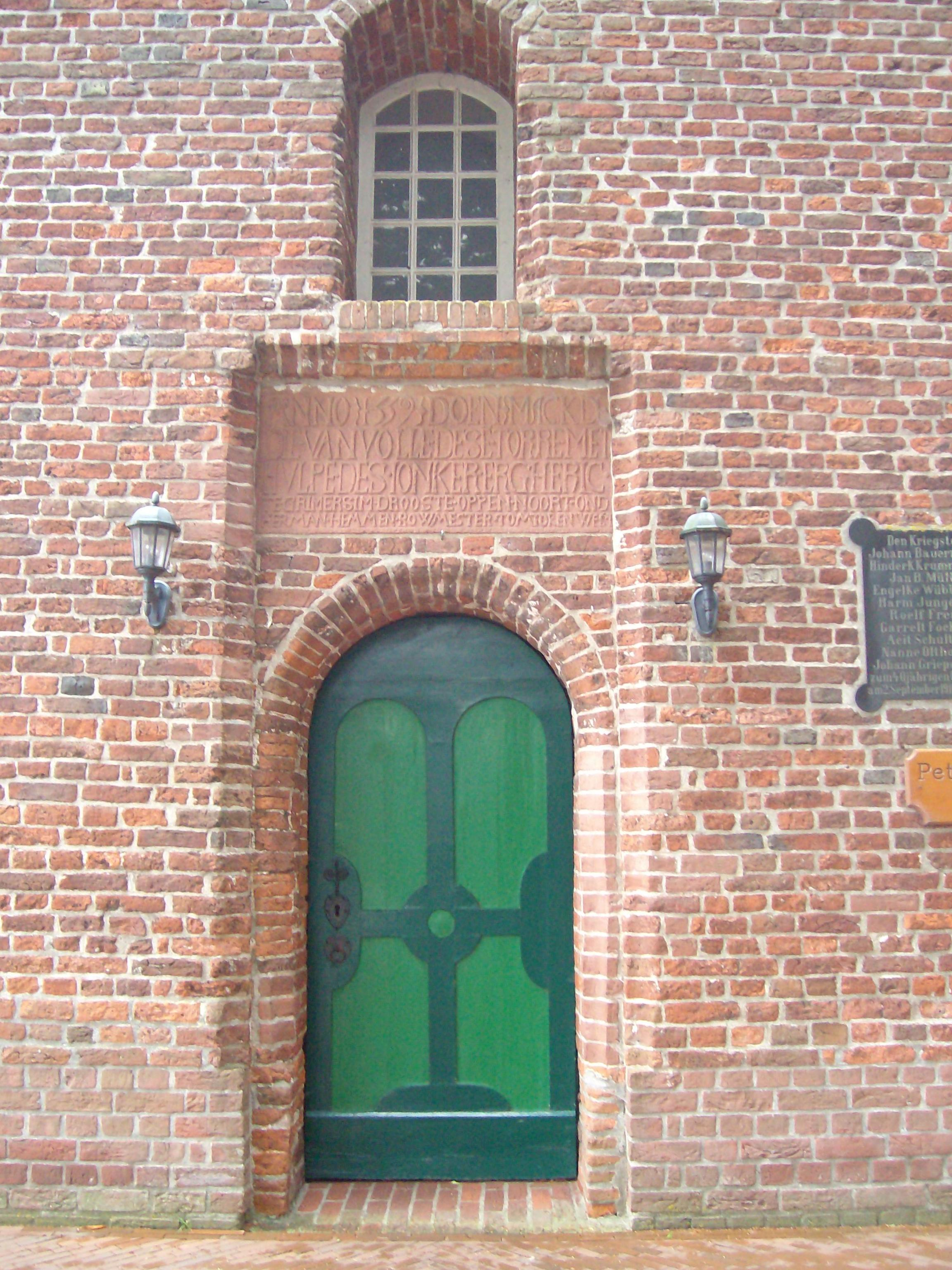
Kirchturm von 1559

Die lutherische Peter-und-Paul-Kirche in Völlen, Gemeinde Westoverledingen (Ostfriesland), wurde zu Beginn des 15. Jahrhunderts als spätgotische Backsteinkirche gebaut.

## Geschichte und Baubeschreibung
Eine Vorgängerkirche wurde am Südrand des Dorfes im 12. Jahrhundert errichtet, die zu Beginn des 15. Jahrhunderts an den Nordrand von Völlen auf eine erhöhte Stelle verlegt wurde. Dabei wurden die alten Backsteine wiederverwendet. Der polygonale Chor im Osten sowie das Chorjoch weisen ein Kreuzrippengewölbe auf. Strebepfeiler stützen Langseiten und Chor. Erst im Jahr 1556 wurde die erste Kirche abgetragen. Die Steine dienten zum Ausbau des heutigen Langhauses. 

„Oock is de eene kercke tho Vollen nedergewurpen, und den Vollners die ander daer mede tho verbeteren toegestaen.“

„Auch wurde die eine Kirche in Völlen abgerissen und den Völlenern die andere damit zu verbessern erlaubt.“

Im Jahr 1559 erfolgte westlich an das Kirchenschiff der Anbau des Wehrturms auf quadratischer Grundfläche mit einem Satteldach. Auch für diesen Bau, der als Eingang zur Kirche dient, fanden Steine aus der alten Kirche Verwendung. 
Alte Portale an den Langseiten des Kirchenschiffes sind nicht vorhanden. Die ursprünglichen Fenster der Süd- und Nordseite sowie im Chor wurden später zugemauert oder erweitert. Die Marienglocke datiert von 1330 und gehört zu den ältesten Glocken in Ostfriesland. Eine zweite, größere Glocke mit dem Namen „Peter und Paul“ wurde 1520 gegossen und seit 1735 in Völlen eingesetzt, bis sie im Zweiten Weltkrieg eingeschmolzen und 1973 durch eine neue Glocke ersetzt wurde.
Im Mittelalter unterstand Völlen der Sendkirche Aschendorf im Bistum Osnabrück. Bereits 1521 wandte sich die Kirchengemeinde dem reformierten Bekenntnis zu. Als 1652 Pastor Gerhard Vietor nach 50 Dienstjahren in Völlen starb, entstand ein konfessioneller Streit um die Wahl eines neuen Pfarrers. Nach mehrjährigem Rechtsstreit konnte die lutherische Mehrheit der Gemeindeglieder im Jahr 1657 schließlich mithilfe der Obrigkeit einen Wechsel zur lutherischen Konfession herbeiführen.
Im Jahr 1905 wird die Gemeinde Völlenerkönigsfehn selbstständig. Seit 1964 unterhält die Kirchengemeinde Völlen, die insgesamt etwa 2.100 Mitglieder umfasst, in Völlenerfehn eine zweite Pfarrstelle im 1963 eingeweihten Martin-Luther-Haus. Im dortigen Glockenturm hängt eine Glocke von 1749 aus dem früheren Dachreiter der Völlener Kirche. Aufgrund der fortschreitenden Moorkolonisierung wohnen heute etwa zwei Drittel der Kirchenmitglieder in Völlenerfehn.

## Ausstattung

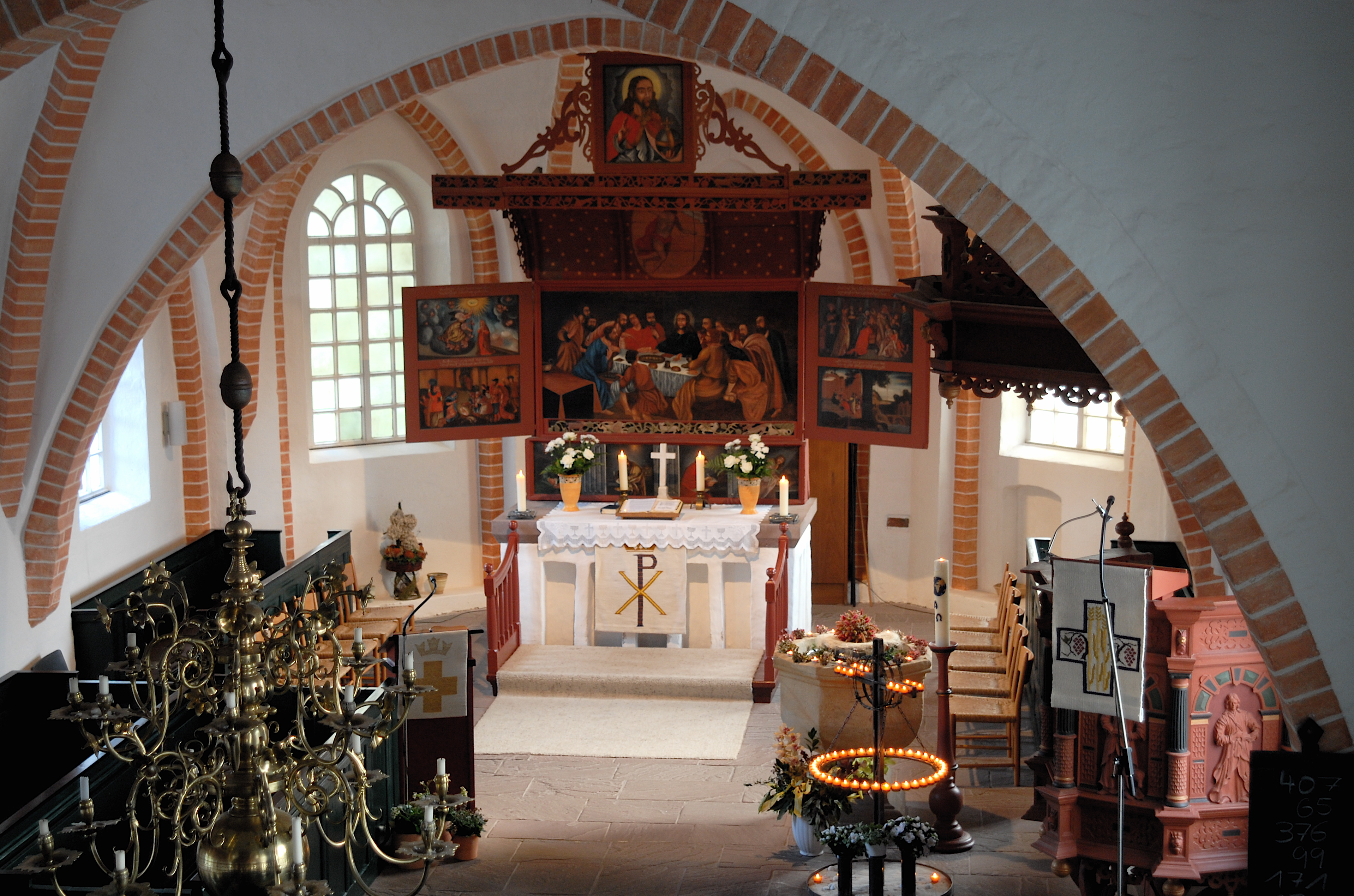
Chor mit Altar

Der Innenraum wird von einem flachen hölzernen Tonnengewölbe abgeschlossen. Eine Grabplatte stammt wahrscheinlich noch aus der alten Kirche. Der Abendmahlskelch wurde um 1440 von Häuptling Koppe Hatten und der silberne Abendmahlsteller vom Ehepaar Coeler aus Esens 1788 gestiftet. Der schlichte pokalförmige Taufstein weist auf eine Entstehung in reformatorischer Zeit. Um 1600 wurde die heutige Kanzel mit Schalldeckel geschaffen. Bedeutendster Einrichtungsgegenstand ist der Altar, dessen Mensa noch aus mittelalterlicher Zeit stammt. Das Altarretabel mit Baldachin auf einer Predella stammt aus der 2. Hälfte des 15. Jahrhunderts. Der ursprüngliche Schrein wurde 1676 durch einen gemalten protestantischen Flügelaltar ersetzt, dessen mittleres Bild die Abendmahlsszene und die Seiten Kindheitszenen Jesu zeigen. Auf dem mit Holzschnitzereien verzierten Baldachin ist die Himmelfahrt Christi und auf dem barocken Aufsatz Christus als Salvator Mundi mit der Weltenkugel dargestellt. Auf der Rückseite weisen die Schnitzereien nautische Symbole auf. Im Jahr 1800 wurde der in Groningen hergestellte große Messingleuchter gestiftet.

## Orgel

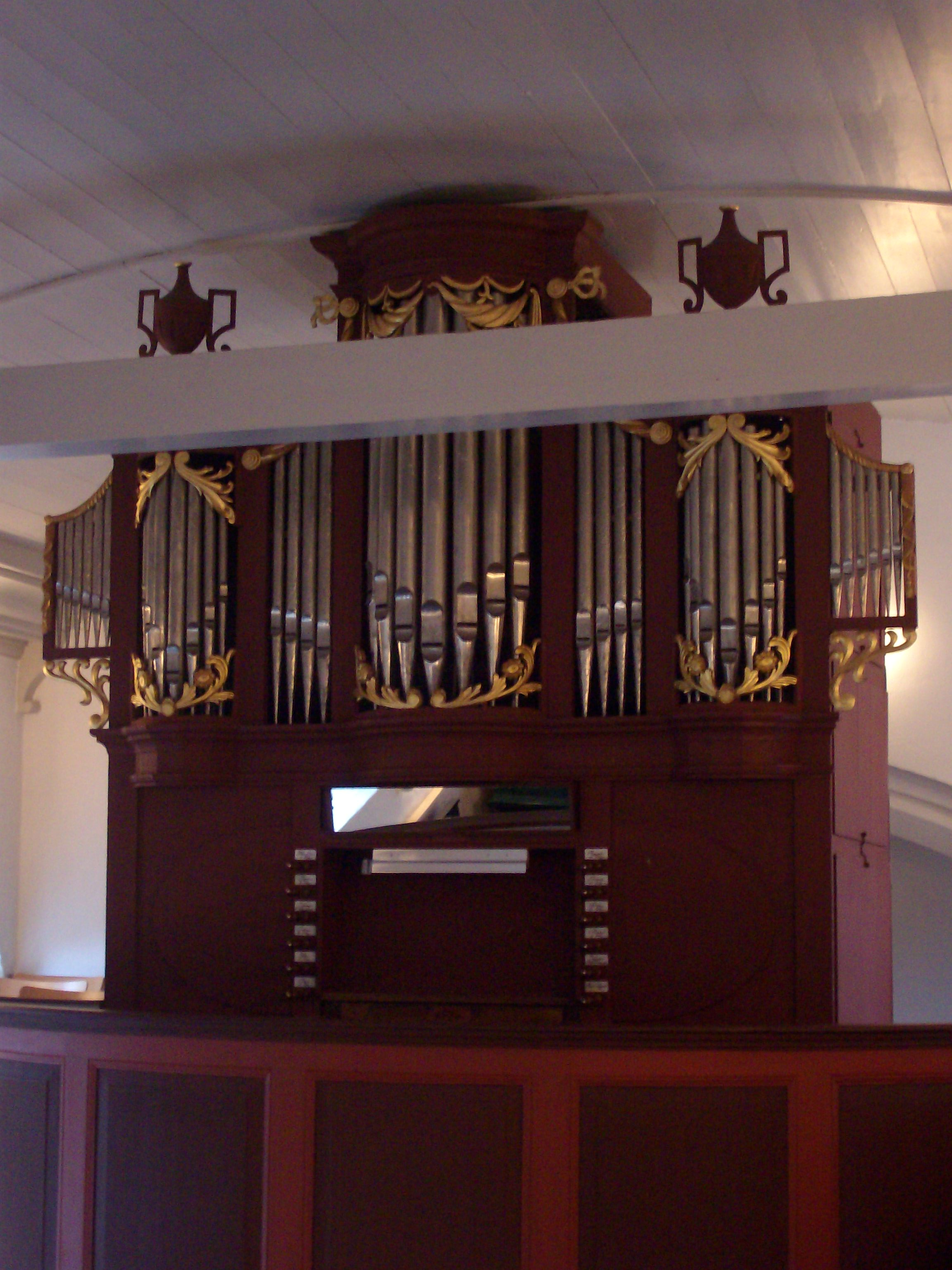
Orgelprospekt von 1823

1822–1823 baute Wilhelm Eilert Schmid die weitgehend erhaltene Orgel mit sieben Registern auf einem Manual. In dieser Zeit wurden wahrscheinlich auch die Emporen und das Gestühl eingebaut. 1869 erfolgte ein Erweiterungsumbau der Orgel durch Gerd Sieben Janssen, der ein selbständiges Pedalwerk hinzufügte und dadurch die Registeranzahl auf zehn erhöhte. Restaurierungen führten Alfred Führer (1969/1970) und Bartelt Immer (2004) durch.
| I Manual C–f3 |           |    |     |
| 1.            | Principal | 4′ | S   |
| 2.            | Gedackt   | 8′ | S,F |
| 3.            | Quinte    | 3′ | S,F |
| 4.            | Flötadus  | 4′ | S   |
| 5.            | Octave    | 2′ | S   |
| 6.            | Mixtur II | S  |     |
| 7.            | Trompete  | 8′ | S,? |

| Pedal C–d1 |         |     |   |
| 8.         | Subbass | 16′ | F |
| 9.         | Octave  | 8′  | F |
| 10.        | Octave  | 4′  | J |

- Koppeln: I/P

Anmerkungen:
S = Register von Wilhelm Eberhard Schmid (1823)
J = Register von Gerd Sieben Janssen (1869/1870)
F = Register von Alfred Führer (1950 bzw. 1970)